# Lauritz Melchior
Lauritz Lebrecht Hommel Melchior (Copenhague, 20 de março de 1890 – Santa Mônica, 19 de março de 1973) foi um cantor lírico dinamarquês.
Tenor, destacou-se por suas interpretações de personagens wagnerianos nas décadas de 1920, 1930 e 1940.
Está enterrado no Cemitério Assistens.

## Filmografia
- Thrill of a Romance (1945)
- Two Sisters from Boston (1946)
- This Time for Keeps (1947)
- Luxury Liner (1948)
- The Stars Are Singing (1953)